# Борисенко Павло Віталійович
Павло Віталійович Борисенко (4 червня 1987; Чернігів, УРСР) — український і румунський хокеїст, захисник.

## Кар'єра
У дорослому хокеї дебютував у 2004. Декілька сезонів виступав у командах США та Канади після чого повернувся до Європи, а саме Росії, де захищав кольори команди Кристал (Саратов). 
З 2005 по 2008 виступав у клубах Білорусі та Латвії. З 2009 по 2014 повернувся до України, де встиг відіграти в кількох командах. 
У 2014 переїхав до Румунії, де отримав місцеве громадянство та право захищати кольори національної збірної Румунії. У складі останньої виступав на чемпіонаті світу 2019 року.

## Досягнення
- Чемпіон України (2) — 2011, 2014
- Чемпіон Латвії (1) — 2008
- Чемпіон Румунії (1) — 2019